# Burn Slow
"Burn Slow" é uma canção do rapper estadunidense Wiz Khalifa, com a participação do cantor de Hip hop compatriota Rae Sremmurd. Foi lançada em 3 de novembro de 2015 como primeiro single de seu sexto álbum de estúdio Rolling Papers 2: The Weed Album, com o selo das editoras discográficas Taylor Gang Records, Atlantic Records e Rostrum Records. O single foi produzido por Mike Will Made-It.

## Performance comercial
"Burn Slow" estreou no numero 83 Billboard Hot 100, na tabela publicada em 26 de setembro de 2015, Apos vender 32,000 digital download na semana de estreia.

## Lista de faixas
- Download digital[4]

1. Burn Slow (Explicit) (com Rae Sremmurd) — 3:42

## Desempenho nas paradas
| Paradas (2015)                               | Melhor posição |
| -------------------------------------------- | -------------- |
| Estados Unidos (Billboard Hot 100)           | 83             |
| Estados Unidos (Billboard R&B/Hip-Hop Songs) | 28             |